# Kazankyrkan, Dolgoprudnyj
Kazankyrkan (ryska: Казанская церковь; translitteration: Kazanskaja tserkov; kyrkslaviska: Казанскаѧ це́рковь) är en rysk-ortodox kyrkobyggnad belägen i staden Dolgoprudnyj i Moskva oblast, i västra Ryssland.
Kyrkan är helgad åt en ikon vid namn ''Vår Fru av Kazan'' och tillhör Sergiev Posads stift.

## Historik
Beslutet om att bygga Kazankyrkan i Dolgoprudnyj genomfördes av en ärkepräst vid namn Vladimir Simakov år 1997. Kyrkan började byggas samma år och stod klar 2003. Den invigdes den 4 december 2008 och uppfördes enligt ritningar av arkitekt V.I. Nenarokov.

## Kyrkan

### Exteriör
- Kyrkan har 33 kupoler.[2][1][3]
- Höjden är mer än 50 meter.[2][1][3]

### Interiör
- Kyrkan har två våningar.[2]
- Inne i kyrkan finns det plats för över 1000 personer.[1][3]

## Bilder

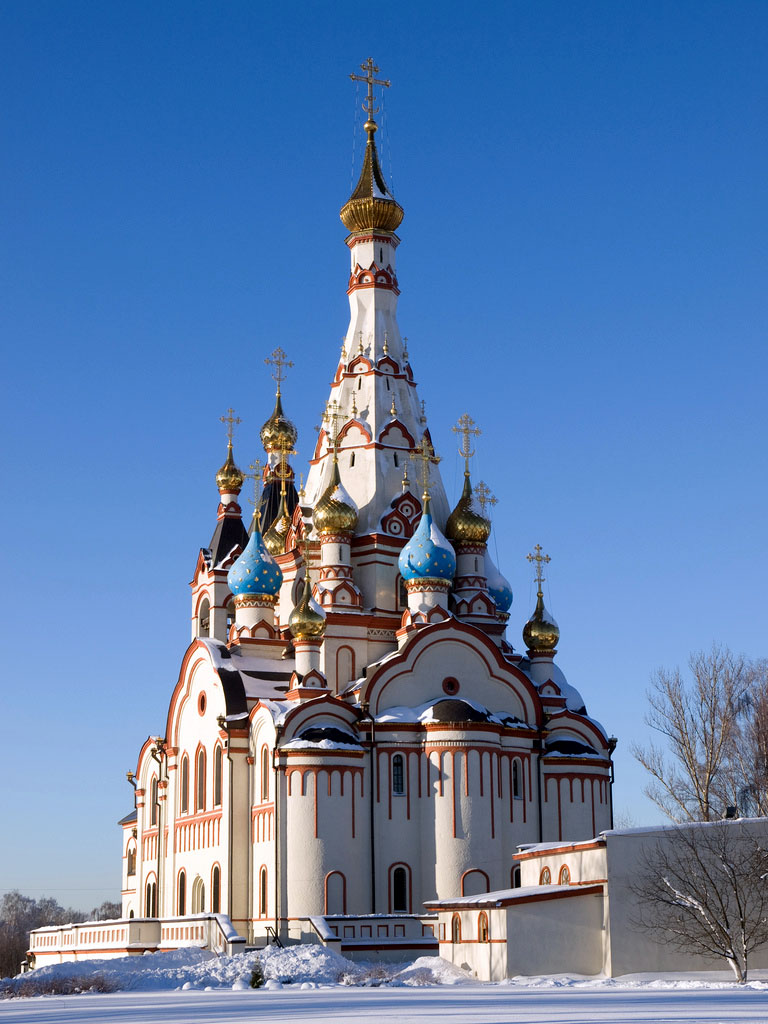
Baksidan.
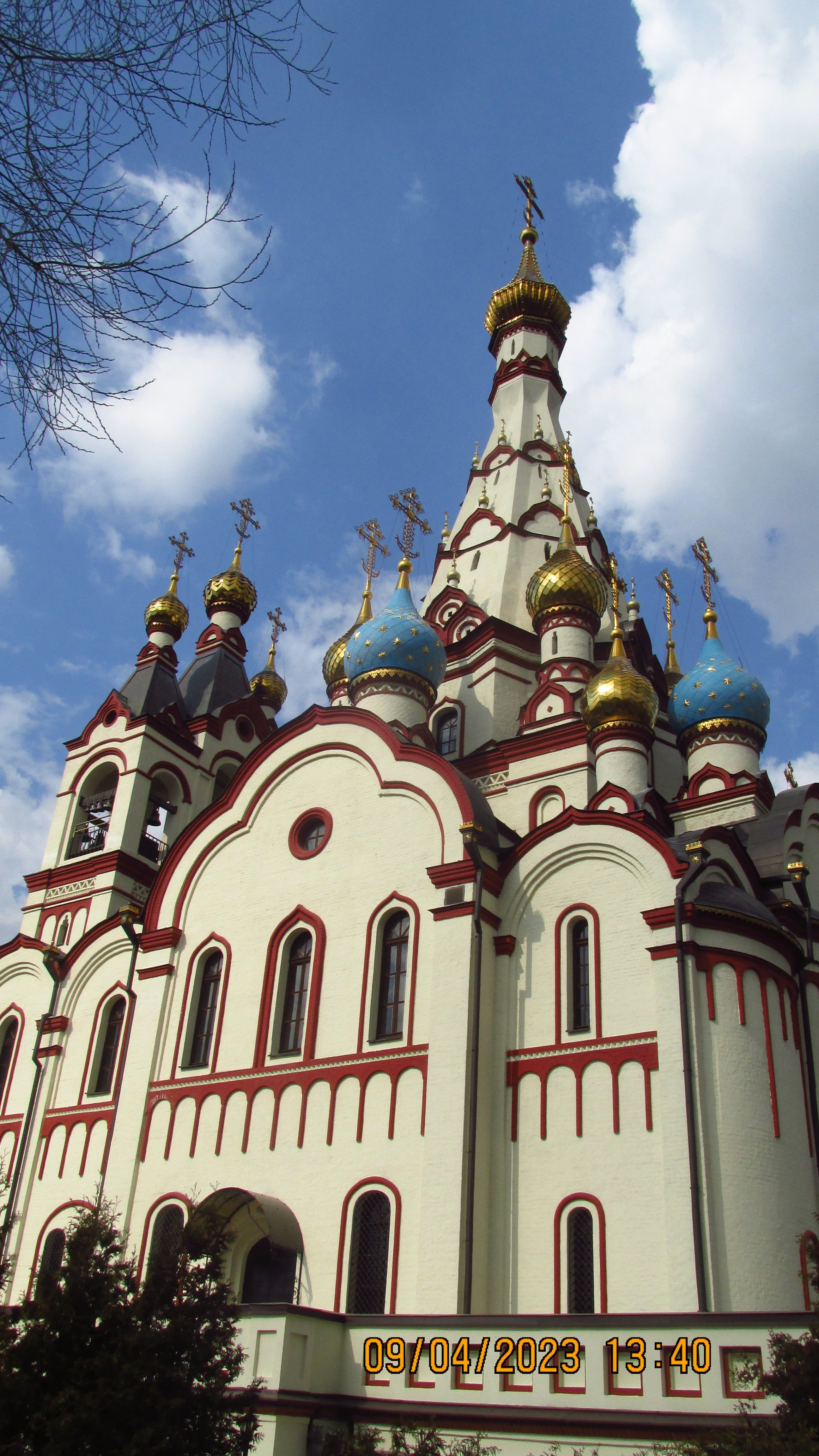
Närbild på exteriören.